# Xavier Latorre i Piedrafita
Xavier Latorre i Piedrafita (Pamplona, 9 de març de 1941) és un enginyer i polític navarrès afincat a Catalunya

## Biografia
Es graduà com a enginyer tècnic d'obres públiques a l'Escola Universitària d'Enginyeria Tècnica d'Obres Públiques de Madrid. Després de començar a treballar a empreses de construcció com AUXINI (1961-1963) i Ingeniería y Construcciones Sala Amat SA (1963-1968), des de 1969 ha treballat com a cap de secció de la Junta d'Aigües de Barcelona. Socialment actiu, el 1966 fou president de l'Associació de Veïns i Botiguers del carrer d'Alcúdia de Barcelona, el 1973 tresorer i el 1979 vicepresident del Col·legi d'Enginyers Tècnics d'Obres Públiques de Catalunya, el 1981 vicepresident del Club Joventut de Badalona.
Políticament el 1978 va ingressar a Centristes de Catalunya (CC-UCD), amb el qual fou escollit conseller municipal del districte de Gràcia a l'ajuntament de Barcelona a les eleccions municipals espanyoles de 1979. El 1986 es va afiliar al Centro Democrático y Social (CDS), del qual en fou membre del comitè federal i secretari de política territorial abans de ser elegit diputat a les eleccions al Parlament de Catalunya de 1988. Actualment treballa a l'Agència Catalana de l'Aigua i és president de l'Associació Catalana d'Amics de l'Aigua.

## Obres
- Història de l'aigua a Catalunya (1995)
- Módulo básico de sensibilización medioambiental (2000)
- Itinerari pels museus de l'aigua (2000)